# 吉布斯城 (密歇根州)
吉布斯城（英語：Gibbs CIty）是位於美國密歇根州艾昂縣的一個鬼鎮。

## 地理
吉布斯城所處的海拔為高於海平面452米（即1483英呎），而該地所採用的時區為UTC-6，即北美中部時區（CST）。同時該地設有夏令時間，為UTC-6調快一小時，即UTC-5（CDT）。